# Rhône-Alpes
1956–2015
Entités suivantes :
- Auvergne-Rhône-Alpes

Rhône-Alpes est une ancienne région française du Sud-Est de la France qui regroupait huit départements (l'Ain, l'Ardèche, la Drôme, l'Isère, la Loire, le Rhône, la Savoie et la Haute-Savoie) et la métropole de Lyon. Son chef-lieu est Lyon.
La région faisait partie de l'Eurorégion Alpes-Méditerranée.
Dans le cadre d'une réforme territoriale, la région Rhône-Alpes a fusionné avec la région Auvergne le 1er janvier 2016 pour former la région Auvergne-Rhône-Alpes.

## Démographie
Rhône-Alpes comptait 6 341 160 habitants en 2012 dont 1,5 million de personnes âgées de 60 ans et plus, ce qui constitue 22,5 % de la population de la région. Parmi eux, un demi-million de personnes sont âgées de plus de 75 ans. Le taux d'équipement de la région en structures d'hébergement pour personnes âgées est supérieur à la moyenne nationale pour répondre aux besoins des populations.
| Département       | Nombre d'habitants |
| ----------------- | ------------------ |
| Ain               | 612 191            |
| Ardèche           | 318 407            |
| Drôme             | 491 334            |
| Isère             | 1 224 993          |
| Loire             | 753 763            |
| Rhône             | 471 026            |
| Métropole de Lyon | 1 324 637          |
| Savoie            | 421 105            |
| Haute-Savoie      | 756 501            |

## Agglomérations importantes
Sa configuration géographique s'appuie sur le triangle Lyon-Grenoble-Saint-Étienne et sur le Sillon alpin, qui s'étend de Genève à Valence via Annecy, Chambéry et Grenoble. Ces deux ensembles forment deux métropoles européennes. En 2015, avec ses 49 communes et ses 442 772 habitants, la métropole grenobloise est désormais la première intercommunalité de Rhône-Alpes puisque le Grand Lyon est devenue une collectivité territoriale à statut particulier.
- Aire urbaine de Lyon : 2 237 676 hab. (2013).
- Aire urbaine de Grenoble : 684 398 hab. (2013).
- Aire urbaine de Saint-Étienne : 515 240 hab. (2013).
- Aire urbaine de Genève - Annemasse (partie française) : 300 200 hab. (2013).
- Aire urbaine d'Annecy : 225 173 hab. (2013).
- Aire urbaine de Chambéry : 220 118 hab. (2013).
- Aire urbaine de Valence : 175 751 hab. (2013).

Ces sept aires urbaines comptent plus de 4,3 millions d'habitants.

## Plus grandes villes

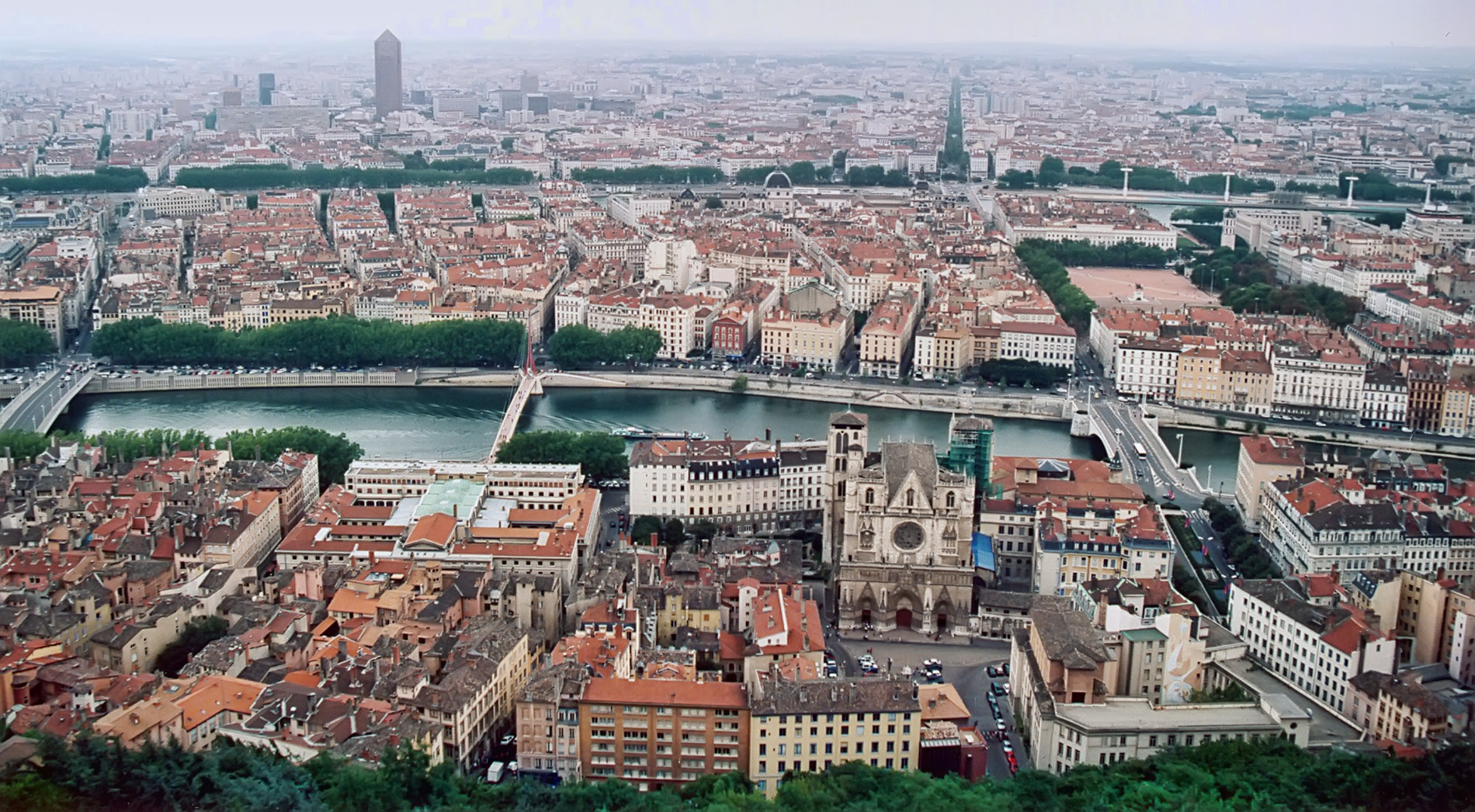
La ville de Lyon depuis la colline de Fourvière.

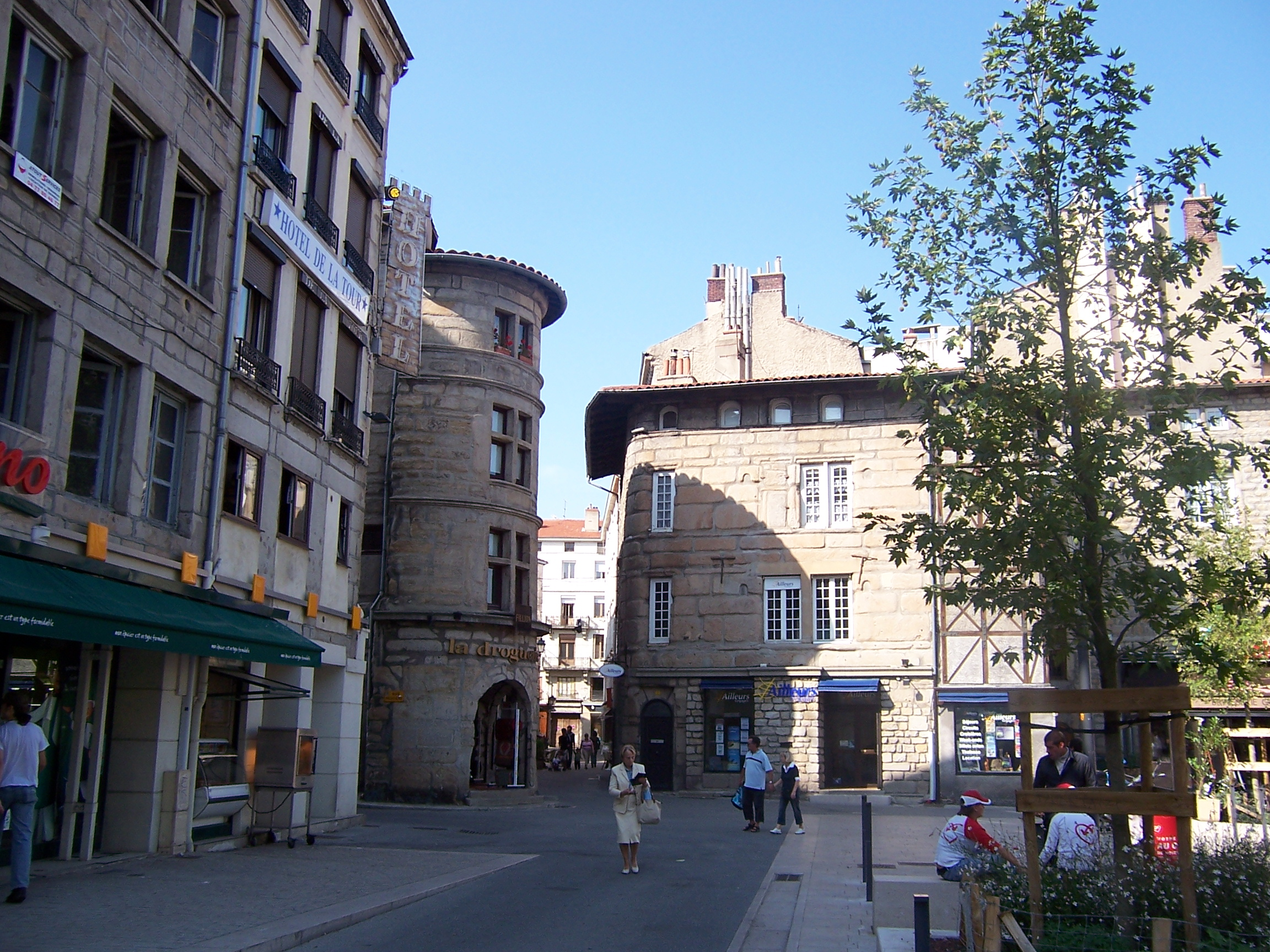
La place du Peuple à Saint-Étienne.

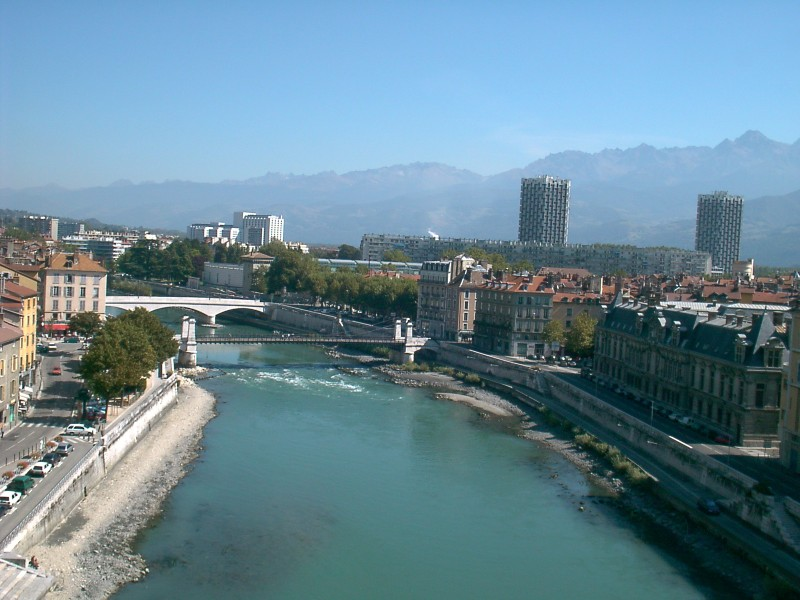
Quais de l'Isère à Grenoble.

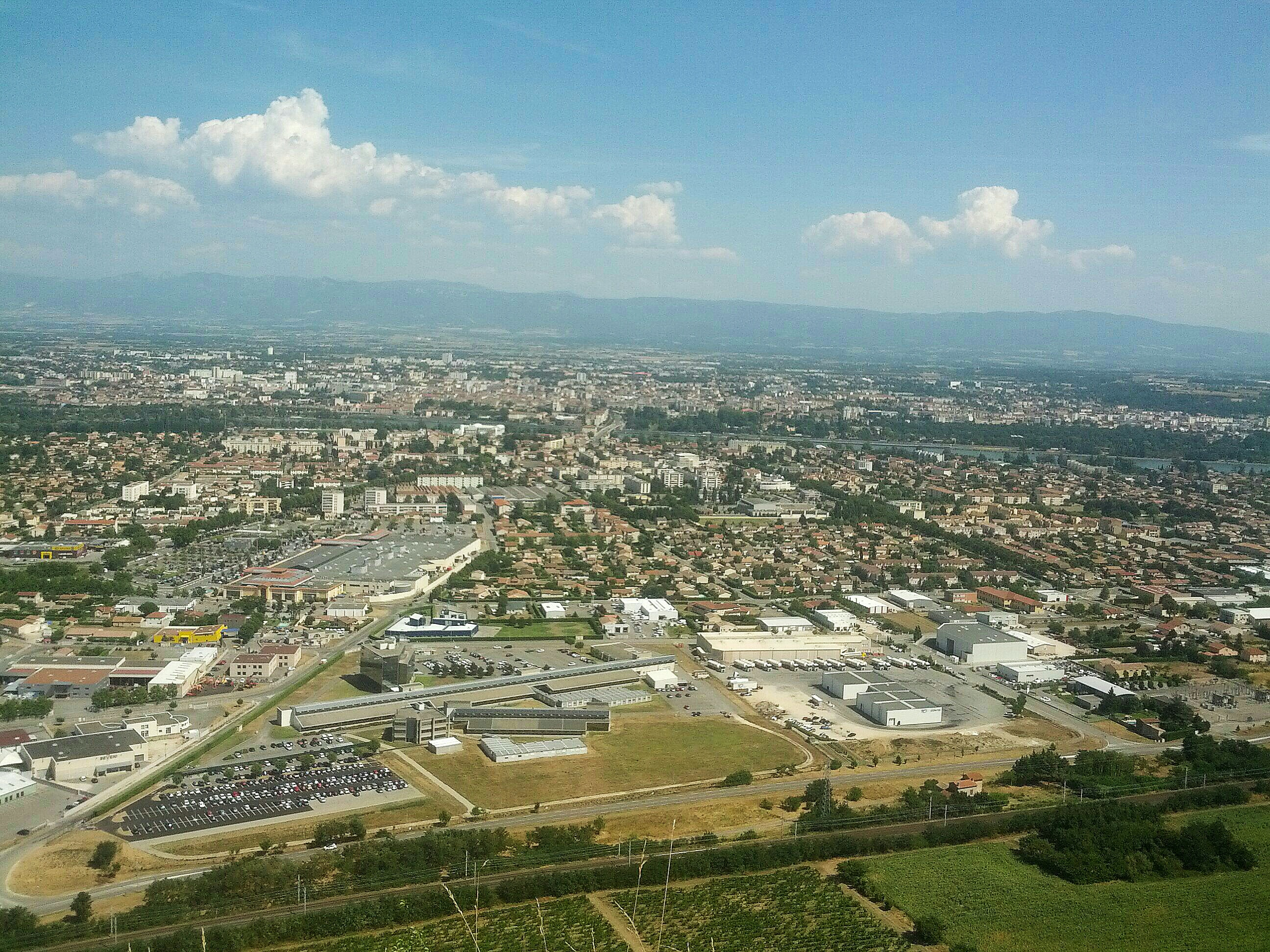
Vue sur la ville de Valence depuis les ruines du château de Crussol.

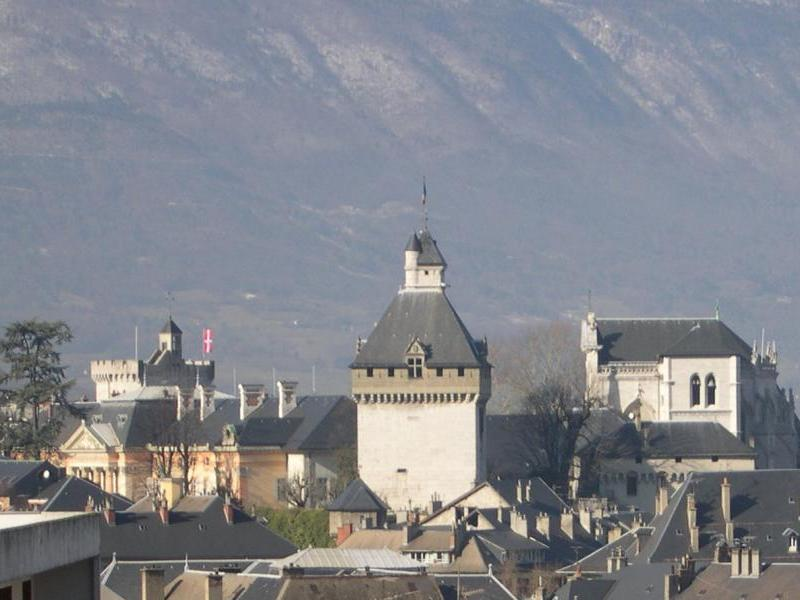
Le château et les toits de la vieille ville de Chambéry.

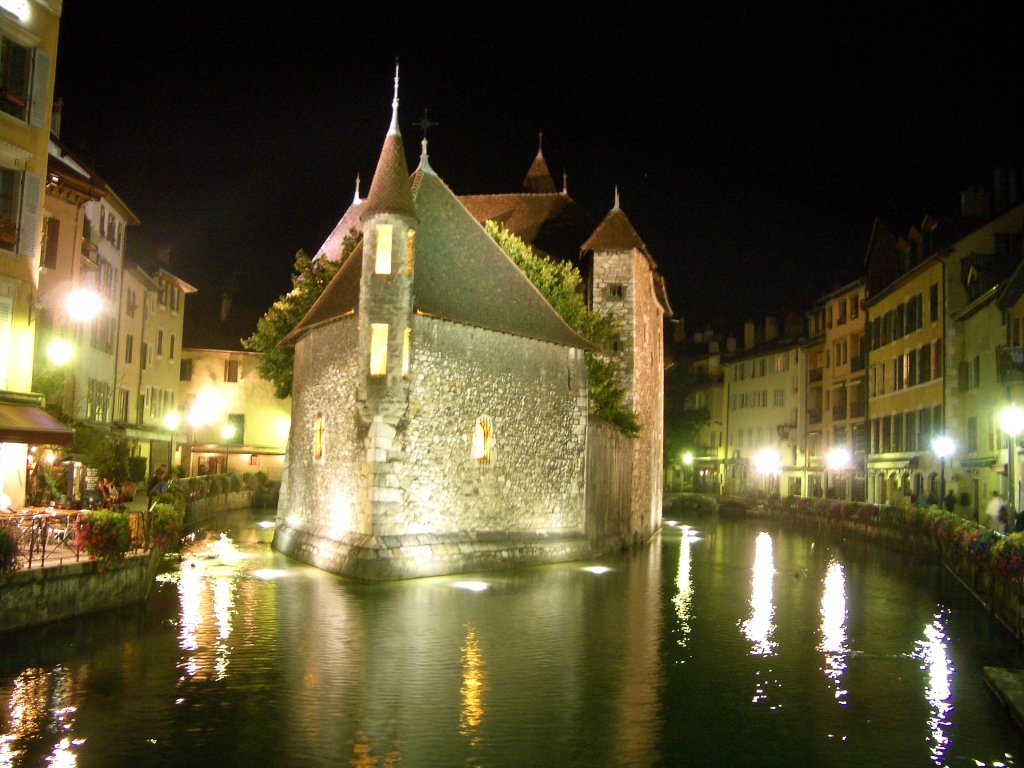
Le Palais de l'Isle à Annecy.

Population dans la commune en 2012 :
- Lyon : 496 343 hab.
- Saint-Étienne : 171 483 hab.
- Grenoble : 158 346 hab.
- Villeurbanne : 146 282 hab.
- Annecy : 121 909 hab. (2017)
- Valence : 62 481 hab.
- Vénissieux : 61 183 hab.
- Chambéry : 58 039 hab.

## Les résidences secondaires
Ce tableau indique les communes de Rhône-Alpes qui comptaient en 2008 plus de 3 000 résidences secondaires.
| Ville                                                  | département ou collectivité territoriale | Rés. secondaires |
| ------------------------------------------------------ | ---------------------------------------- | ---------------- |
| Saint-Martin-de-Belleville (Les Menuires, Val Thorens) | Savoie                                   | 11 631           |
| Chamonix-Mont-Blanc                                    | Haute-Savoie                             | 8 865            |
| Bourg-Saint-Maurice (Les Arcs)                         | Savoie                                   | 7 946            |
| Megève                                                 | Haute-Savoie                             | 7 709            |
| Morzine                                                | Haute-Savoie                             | 7 324            |
| Lyon                                                   | Métropole de Lyon                        | 7 103            |
| Les Allues (Méribel)                                   | Savoie                                   | 6 889            |
| Mâcot-la-Plagne                                        | Savoie                                   | 6 702            |
| Val-d'Isère                                            | Savoie                                   | 5 628            |
| Saint-Bon-Tarentaise (Courchevel)                      | Savoie                                   | 5 485            |
| Tignes                                                 | Savoie                                   | 5 474            |
| Huez (L'Alpe d'Huez)                                   | Isère                                    | 5 340            |
| Arâches-la-Frasse (Les Carroz d'Arâches, Flaine)       | Haute-Savoie                             | 5 219            |
| Saint-Gervais-les-Bains                                | Haute-Savoie                             | 5 115            |
| Mont-de-Lans (Les Deux Alpes)                          | Isère                                    | 3 998            |
| Le Grand-Bornand                                       | Haute-Savoie                             | 3 904            |
| Châtel                                                 | Haute-Savoie                             | 3 818            |
| La Clusaz                                              | Haute-Savoie                             | 3 743            |
| Villard-de-Lans                                        | Isère                                    | 3 653            |
| Aix-les-Bains                                          | Savoie                                   | 3 276            |
| Samoëns                                                | Haute-Savoie                             | 3 223            |
| Hauteluce (Col des Saisies)                            | Savoie                                   | 3 005            |

## Histoire
Plus de 30 000 ans avant notre ère : les occupants de la grotte Chauvet (Ardèche) dessinent les premières œuvres d'art connues de l'humanité.
Avant l'arrivée des Romains, pas moins de 8 peuples gaulois se partagent le territoire de la future région Rhône-Alpes : les Helviens du côté méridional, les Allobroges de Vienna, les Ceutrons en Tarentaise, les Médulles en Maurienne, les Ambarres dans l'Ain, les Ségusiaves autour de Lyon et de Roanne et, de manière plus limitée, les Cavares et les Voconces installés surtout au sud de la région. Jusqu'à Philippe le Bel (début du XIVe siècle), le Rhône servit de limite entre le royaume de France et le Saint-Empire romain germanique.
Il faut attendre 1349 - les débuts de la guerre de Cent Ans - pour que le Dauphiné soit rattaché à la France. Puis en 1601, par le traité de Lyon, Henri IV annexe au royaume de France le Bugey et le pays de Gex. Puis c'est le tour de la principauté de Dombes en 1762. Le duché de Savoie est annexé une première fois en 1792 par la France révolutionnaire et constitué en département du Mont-Blanc. Notons qu'une partie de la Suisse romande est annexée par la France sous l'Empire avec les départements du Léman (1798-1813, canton actuel de Genève) et du Simplon (1810-1815, Canton actuel du Valais). Au congrès de Vienne (1815), la Savoie est restituée au royaume de Sardaigne (dirigé par la maison de Savoie) et la frontière avec la Suisse est fixée par l'incorporation de six communes du pays de Gex au canton de Genève. La région est définitivement rattachée à la France en 1860. La province savoyarde se trouve alors partagée en deux départements : Savoie et Haute-Savoie. C'est à ce moment-là que sont fixées les limites actuelles des départements d'Ardèche, Loire, Drôme, Savoie et Haute-Savoie. En 1969, 27 communes de l'Ain et de l'Isère sont rattachées au département du Rhône, de même qu'une commune de l'Isère en 1971. La création de l'entité administrative un siècle plus tard (au début des années 1960) crée un ensemble régional regroupant les trois agglomérations qui en déterminent la puissance : Lyon, Saint-Étienne, et Grenoble.

### Identité visuelle (logo)

Jusqu'au 23 mai 2005.
Entre le 23 mai 2005[6] et le 17 novembre 2014.
Entre le 17 novembre 2014[6] et le 27 septembre 2016

### Drapeau régional (officieux)
Le « drapeau de la région Rhône-Alpes », en fait une simple bannière armoriée, était un symbole officieux, basé sur les blasons des anciennes provinces du Lyonnais, du Dauphiné et du duché de Savoie. Contrairement à d'autres régions qui ont adopté un drapeau issu de l'héraldique locale historique, il n'a jamais eu de statut officiel en Rhône-Alpes.[réf. nécessaire]

Drapeau officieux de Rhône-Alpes.

## Administration

### Divisions administratives
- Superficie : 43 698 km2
- Population : 6 283 541 habitants (2011)
- Préfecture régionale : Lyon
- Préfectures : Bourg-en-Bresse, Privas, Valence, Grenoble, Saint-Étienne, Chambéry, Annecy
- Densité : 144 hab./km2
- Population active : 2 619 918 habitants
- PIB régional : 192 882 millions d’euros pour l'année 2013 (9,7 % du PIB national)
- Spécialités industrielles : technologique, métallurgique, chimique et automobile
- Agriculture : vin, fruits, légumes, et céréales

| Département | Département       | Blason | Superficie | Population | Préfecture      | Sous-préfectures                                        | Densité       |
| ----------- | ----------------- | ------ | ---------- | ---------- | --------------- | ------------------------------------------------------- | ------------- |
| 01          | Ain               |        | 5 762 km2  | 612 191    | Bourg-en-Bresse | Belley,Gex et Nantua                                    | 106 hab/km2   |
| 07          | Ardèche           |        | 5 529 km2  | 318 407    | Privas          | Largentière et Tournon-sur-Rhône                        | 58 hab/km2    |
| 26          | Drôme             |        | 6 530 km2  | 491 334    | Valence         | Die et Nyons                                            | 75 hab/km2    |
| 38          | Isère             |        | 7 431 km2  | 1 224 993  | Grenoble        | La Tour-du-Pin et Vienne                                | 165 hab/km2   |
| 42          | Loire             |        | 4 781 km2  | 753 763    | Saint-Étienne   | Montbrison et Roanne                                    | 158 hab/km2   |
| 69          | Rhône             |        | 2 715 km2  | 471 026    | Lyon            | Villefranche-sur-Saône                                  | 158 hab/km2   |
| 69          | Métropole de Lyon |        | 534 km2    | 1 324 637  | Lyon            |                                                         | 2 482 hab/km2 |
| 73          | Savoie            |        | 6 028 km2  | 421 105    | Chambéry        | Albertville et Saint-Jean-de-Maurienne                  | 70 hab/km2    |
| 74          | Haute-Savoie      |        | 4 388 km2  | 756 501    | Annecy          | Bonneville,Saint-Julien-en-Genevois et Thonon-les-Bains | 172 hab/km2   |

## Politique
- De 2004 à 2015, le président de la région Rhône-Alpes est Jean-Jack Queyranne (PS). Auparavant, les présidents de la Région Rhône-Alpes ont été par ordre successif Charles Béraudier (1986-1992), Charles Millon (1992-1999) puis Anne-Marie Comparini (1999-2004).

## Géographie
- La région, située dans le Sud-Est de la France, est la 3e de France en superficie (1re : Guyane, 2e : Midi-Pyrénées), soit 43 698 km2, ce qui correspond à 8 % du territoire métropolitain français.
- L'ancienne Province du Dauphiné dont Grenoble était la capitale est aujourd'hui coupée en trois, avec les départements de l'Isère et de la Drôme rattachés à la Région Rhône-Alpes et le département des Hautes-Alpes rattaché à la Provence-Alpes-Côte d'Azur. Une partie importante du Nord-Isère a été progressivement intégrée au département du Rhône pour plus de cohérence territoriale. Ainsi, par exemple, la commune de Villeurbanne, limitrophe de Lyon, était dauphinoise au XIXe siècle.

### Géographie administrative

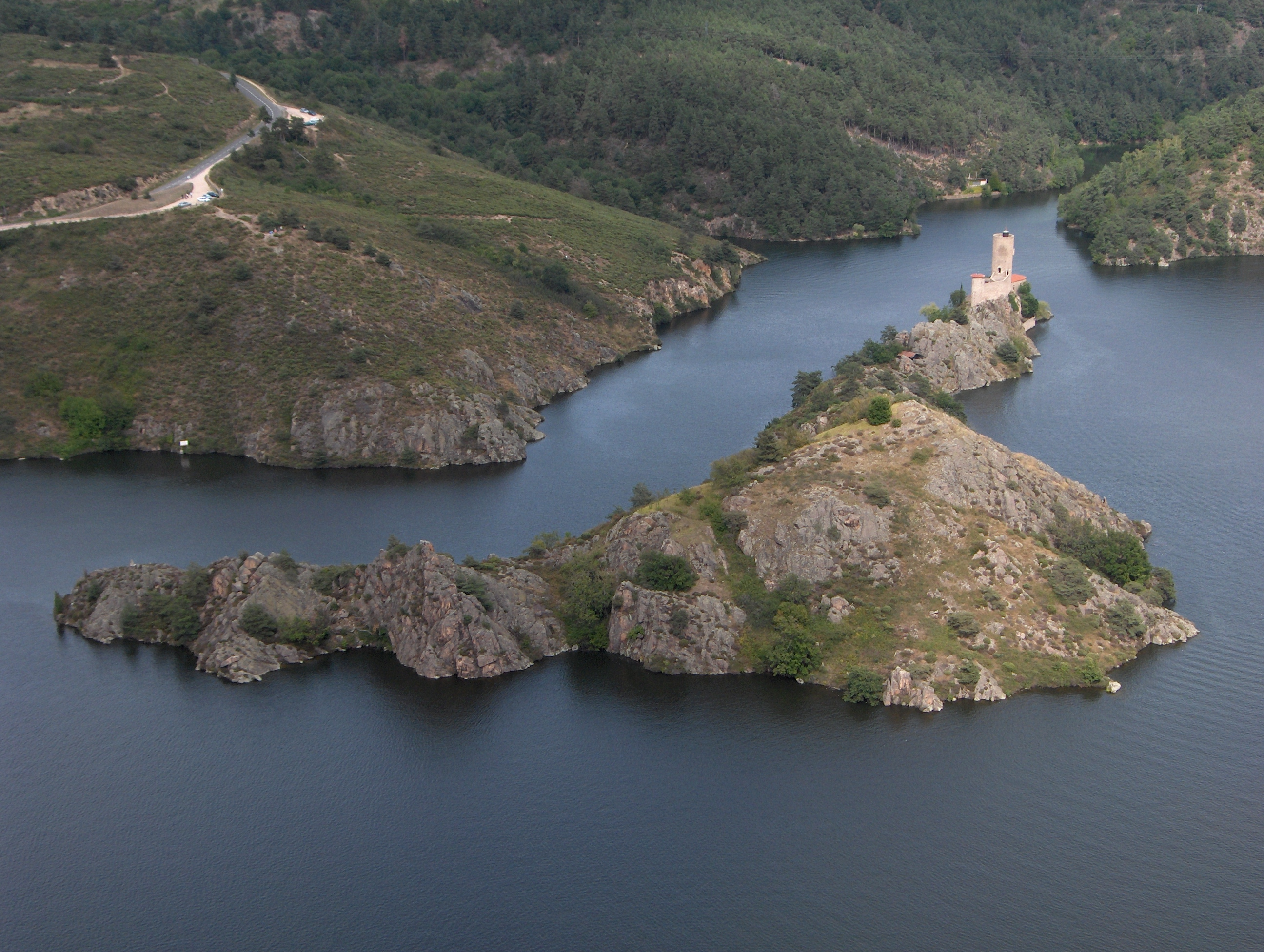
Le lac de Grangent dans les gorges de la Loire.

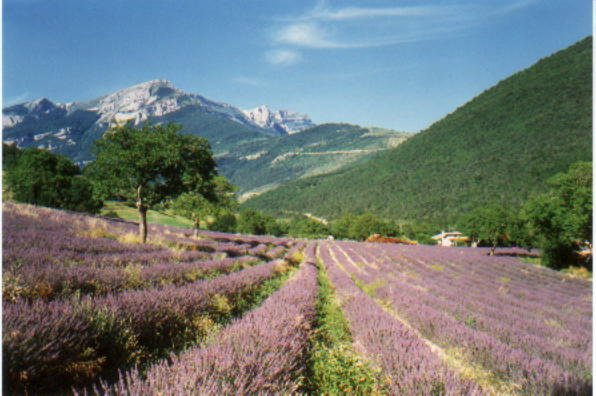
La Drôme provençale.

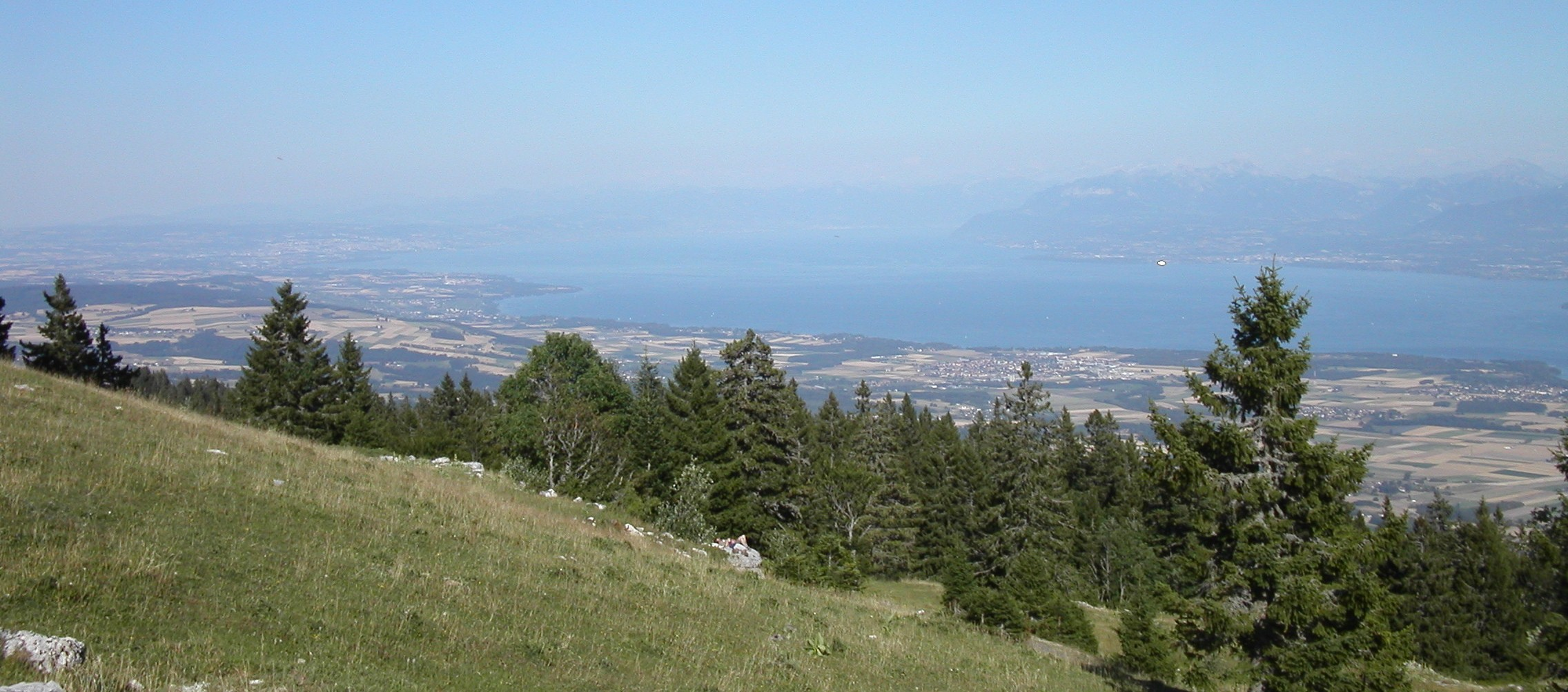
Le lac Léman.

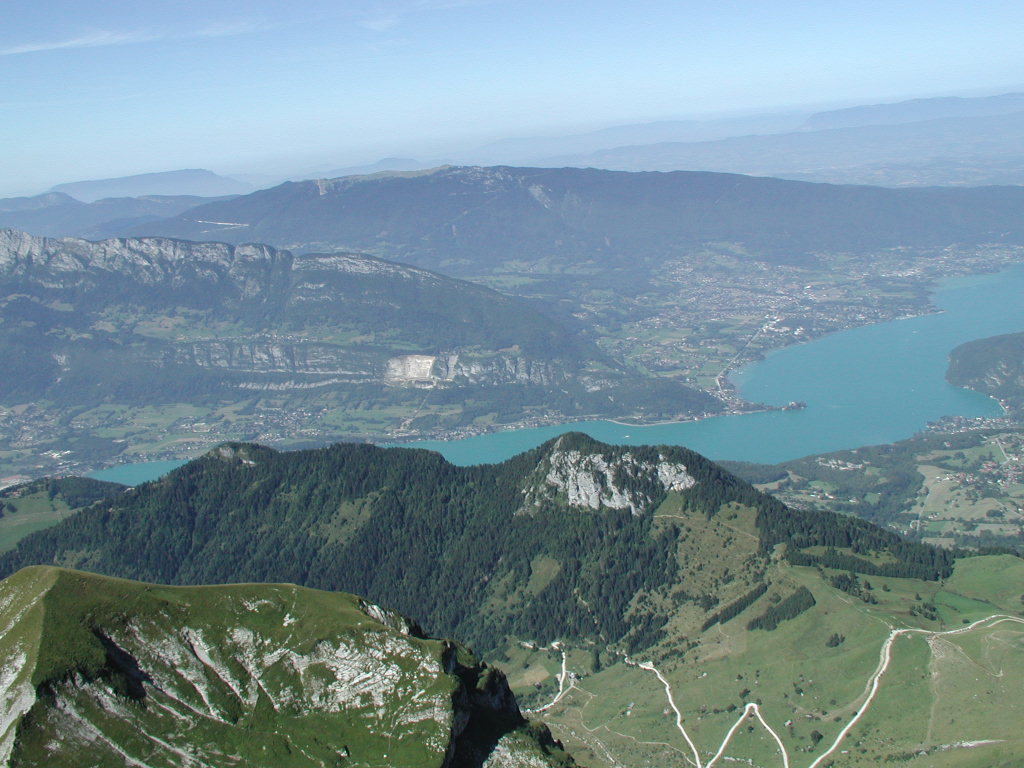
Le lac d'Annecy.

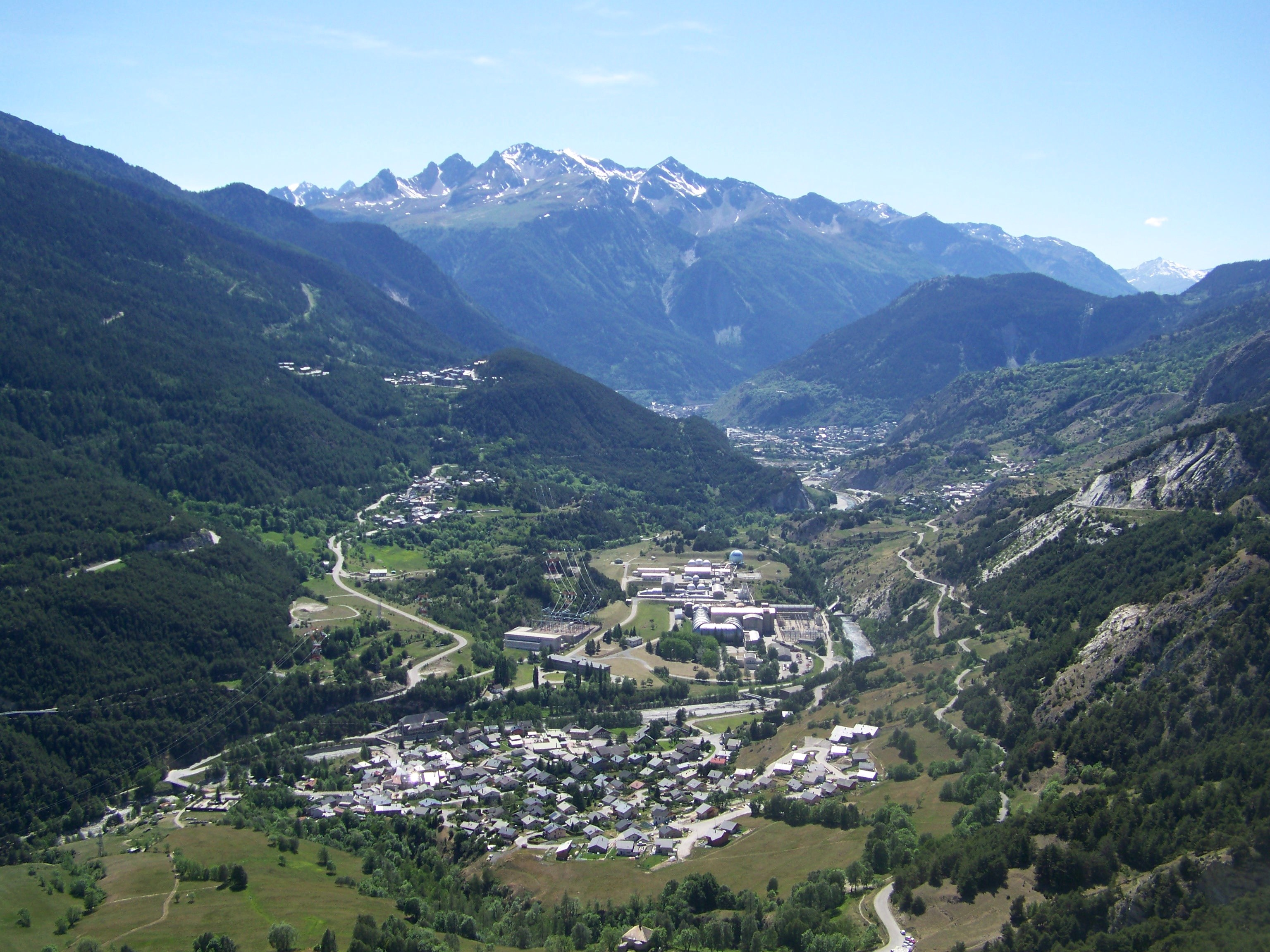
La vallée de Haute-Maurienne.

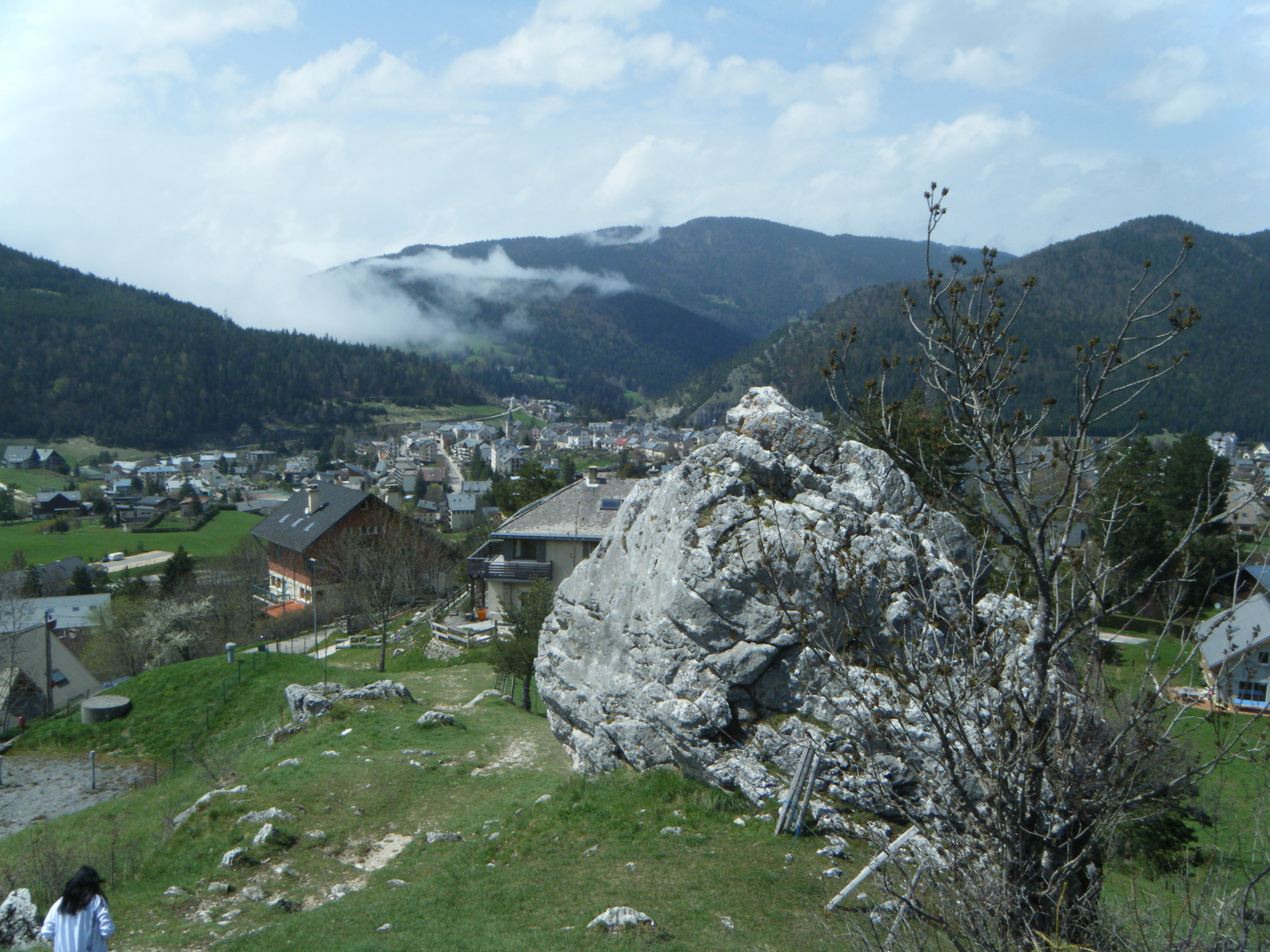
Villard-de-Lans et le Vercors.

La région était scolairement divisée en deux académies : Lyon pour l'Ain, la Loire, le Rhône et la métropole de Lyon ; puis Grenoble pour l'Ardèche, la Drôme, l'Isère, la Savoie et la Haute-Savoie.
Au sud, on trouvait une enclave de la Provence-Alpes-Côte d'Azur, dite Enclave des papes, au sein de Rhône-Alpes (enclave du Vaucluse dans le sud de la Drôme).
La région était, pour l'ordre judiciaire, divisée en quatre ressorts de cours d'appel : Chambéry pour la Savoie et la Haute-Savoie, Grenoble pour la Drôme et l'Isère, Lyon pour l'Ain, la Loire et le Rhône, et enfin Nîmes pour l'Ardèche.

### Sous-ensembles naturels
Rhône-Alpes s'étendait du Massif central à l'ouest jusqu'aux Alpes à l'est. Entre ces deux ensembles montagneux se trouve la vallée du Rhône.

#### Massif central
À l'ouest, la région se composait de la partie orientale du Massif central, qui culmine au mont Mézenc à 1 753 mètres. Les principaux ensembles étaient :
- Monts et plaine du Forez
- Massif du Pilat
- Monts du Vivarais
- Monts du Beaujolais
- Monts du Lyonnais

#### Vallées
Au centre, l'ancienne région était traversée du nord au sud par les vallées de la Saône et du Rhône ainsi qu'à l'est par celle de l'Isère.
A l'ouest, elle était traversée par la Loire.

#### Jura
Au nord-est de l'ancienne région, s'étend le Jura dont le point culminant est le crêt de la Neige à 1 720 mètres, situé dans l'Ain. Du nord vers le sud, les plis méridionaux du Jura laissent place aux Alpes du nord.

#### Alpes
À l'est, l'ancienne région s'étendait sur les Alpes avec des zones de haute montagne. Les Alpes dauphinoises et savoyardes sont fortement marquées par les dernières glaciations (larges vallées de l'Isère et de la Maurienne / Môrièna, et ses lacs).
Les Alpes sont facilement pénétrables grâce au sillon alpin, qui comprend les cluses de Grenoble et Chambéry, ainsi que le Grésivaudan et la combe de Savoie.
En Isère, la chaîne de Belledonne, culminant à 2 977 mètres, longe le Grésivaudan et les massifs du Pelvoux et des Écrins, dont l'altitude atteint 4 101 mètres, forment la frontière de l'Isère avec les Hautes-Alpes.
Le Rhône-Alpes abritait le mont Blanc, qui avec ses 4 810 mètres est le plus haut sommet d'Europe hors Caucase.
Les grands glaciers comme celui du Montenvers (Mer de Glace), des Bossons, ou d'Argentière se réduisent fortement en raison du réchauffement climatique.

#### Vercors
Cet important massif, haut lieu de la résistance française, chevauche la partie est de la Drôme et la partie sud-ouest de l'Isère en constituant les Préalpes. Il comporte des cols comme celui de Rousset, des vallées très étroites comme les Grands Goulets et de nombreuses grottes comme celles des grottes de Choranche. Un de ses sommets connus est le mont Aiguille près de Clelles en Isère, et son point culminant est le Grand Veymont.

#### Lacs
Les lacs de l'ancienne région sont les plus grandes étendues d'eau douce de France : 
- lac de Nantua (Ain), avec plages ;
- lac de Barterand (Ain), avec plage ;
- lac de Laffrey (Isère), avec plages et pédalos ;
- lac de Paladru (Isère), avec plages et pédalos ;
- lac de Miribel Jonage (Rhône - Ain), avec plages, animations nautique ;
- Lac du Monteynard (Isère), avec plages et promenades en bateau ;
- lac du Bois Français (Isère), avec plage ;
- lac d'Aiguebelette (Savoie), avec plages ;
- lac du Bourget (Savoie), avec plages et promenades en bateau, centre nautique à Aix-les-Bains ;
- lac de Saint-André (Savoie), avec plage ;
- lac d'Annecy (Haute-Savoie), avec plages et promenades en bateau, centres nautiques à Annecy et quelques autres communes situées sur les rives du lac ;
- lac Léman (Haute-Savoie) sur sa partie française limitrophe de la Suisse, dans la partie sud du lac, avec plages et promenades en bateau, centres nautiques à Thonon-les-Bains, à Évian-les-Bains et quelques autres communes situées sur les rives du lac ;
- lac d'Issarlès (Ardèche), le plus profond de France après le lac du Bourget.

### Classement des chefs-lieux par leur altitude moyenne

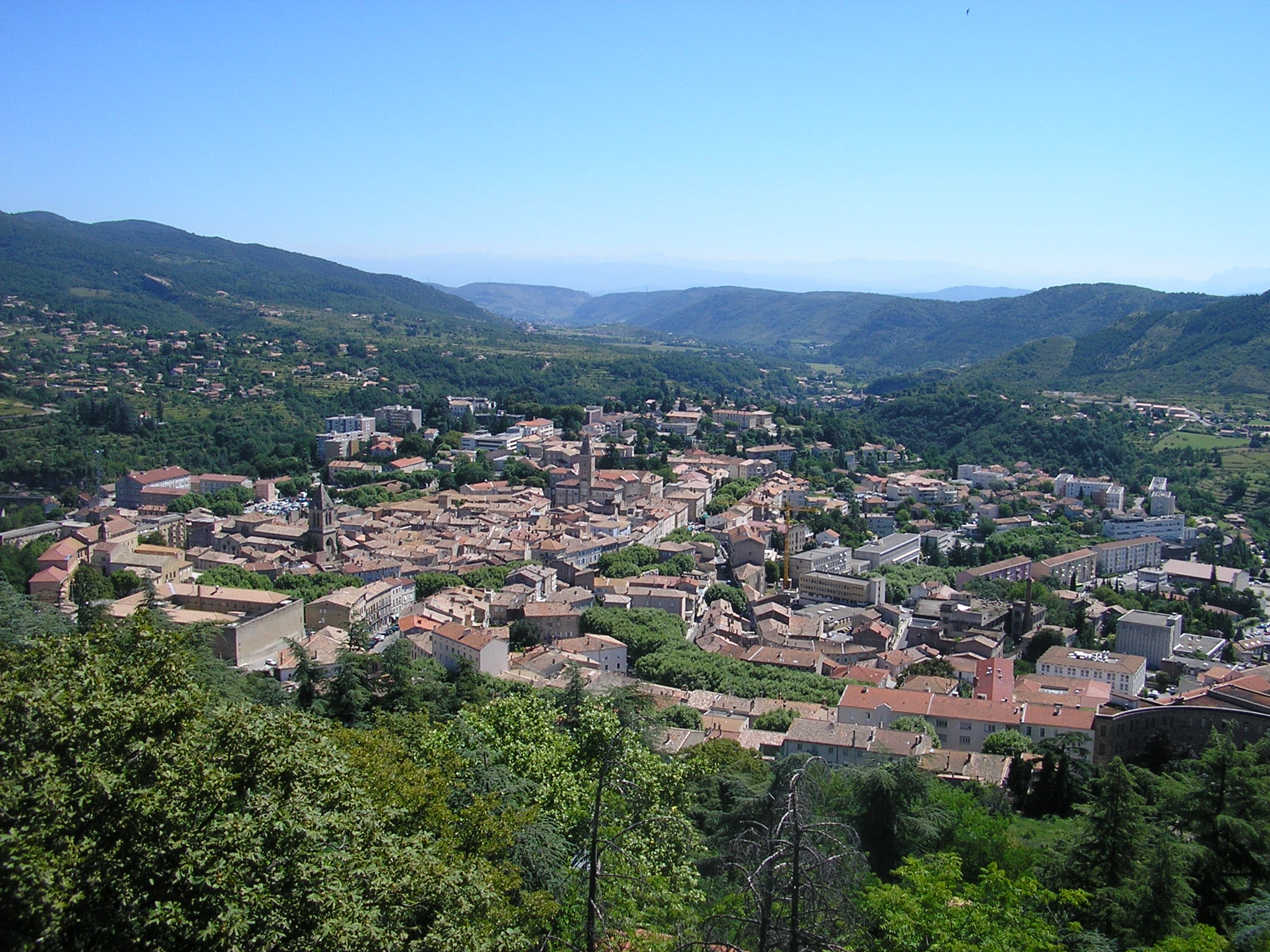
Vue partielle de Privas, la capitale de l'Ardèche.

L'ancienne région Rhône-Alpes étant essentiellement une région montagneuse, ses villes sont situées en moyenne altitude.
1. Saint-Étienne, la deuxième plus grande ville d'altitude d'Europe avec 750 m en moyenne (l'hôtel de ville est à 515 m, point culminant de 1 117 m quartier de Rochetaillée)
2. Annecy 448 m (point culminant de 926 m)
3. Privas 390 m (point culminant de 750 m)
4. Chambéry 270 m (point culminant de 560 m)
5. Bourg-en-Bresse 239 m (point culminant de 273 m)
6. Grenoble 212 m (point culminant de 600 m sous le mont Jalla)
7. Lyon 186 m avec 3 collines : Fourvière (point culminant de 320 m à l'antenne), La Croix-Rousse et la Duchère
8. Valence 139 m (point culminant de 191 m)

L'altitude globalement plus élevée des villes du Massif central (Saint-Étienne et Privas) que celles des Alpes (Grenoble, Annecy, Chambéry) peut paraître à première vue paradoxale étant donné que les Alpes sont bien plus élevées que le Massif central. Cela tient au fait que les Alpes rhônalpines sont largement aérées de profondes et larges vallées, comme le Grésivaudan ou la combe de Savoie, alors que le Massif central dispose d'un relief difficilement pénétrable.
Enfin, Valence et Lyon se trouvant dans la vallée du Rhône, sillon entre Alpes et Massif central, bénéficient d'une altitude plus modeste.

## Environnement et biodiversité
L'ancienne région abrite un patrimoine naturel varié et quelques refuges pour la biodiversité, qui est néanmoins localement fortement affectée par la fragmentation écologique. Notamment dans le cadre des lois Grenelle I et Grenelle II, une stratégie de restauration et gestion d'un réseau écologique a été mise en place, qui s'appuie sur un outil cartographique, le SIG dynamique dit CartoRERA, actualisé en 2010, d'une cartographie des corridors biologiques et des réseaux écologiques de Rhône-Alpes, avec une vingtaine de couches SIG (dont corridors écologiques, trame verte et bleue, « points de conflit » et de fragmentation pour la faune sauvage). Ce travail a préfiguré le schéma régional de cohérence écologique (SRCE) écrit et validé, avec un copilotage État et région.
Un travail a également été mené sur la lutte contre le Changement climatique et sur l'Adaptation au changement climatique, via un autre schéma régional dit SRCAE.
Le département de l'Isère a fait partie des collectivités pionnière en matière de corridors biologiques. L'intégration des corridors dans les plans locaux d'urbanisme (PLU) a été testée et recommandée en région et dans ce département.
La région accueillait le siège social de l'association internationale Maksika (Réseau solidaire associatif mondial de conservation des abeilles des hommes et des territoires), menant des actions compensatrices de développement des territoires, basées sur les observations et les prévisions des interactions environnement/biodiversité/abeilles/activité humaines, grâce au réseau de ruches communicantes, technique de pointe, développé et géré par l'équipe de recherche "Bee secured" soutenue par GRAIN de Grenoble.

## Transports

### Ferroviaire

#### Lignes à grande vitesse

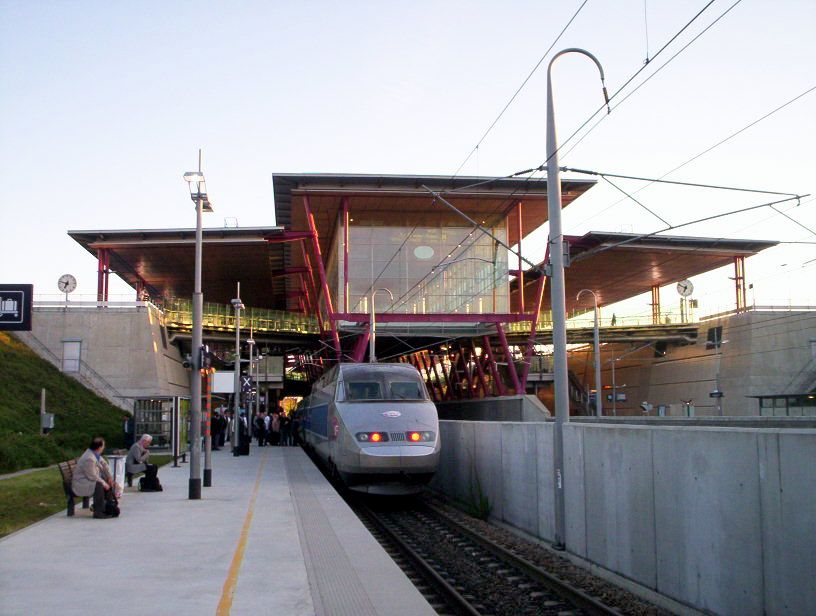
Train en gare de Valence TGV.

Un nombre important de villes sont desservies par le TGV.
- Vers le réseau LGV Méditerranée (dessert notamment Marseille et Montpellier) : Lyon-Part-Dieu, Valence TGV, Montélimar (à terme peut-être compromise par la future gare d'Allan)
- Vers Paris : Lyon Part-Dieu, Valence TGV, Bourg-en-Bresse, Montélimar, Grenoble, Saint-Étienne, Annecy, Chambéry, Annemasse, Évian-les-Bains, Saint-Gervais-les-Bains-Le Fayet, Bourg Saint-Maurice, etc.
- En construction, vers le nord-est (desservira Dijon, Besançon et Strasbourg notamment) : Lyon Part-Dieu et Bourg-en-Bresse
- En projet, vers l'Italie (desservira Turin notamment) : Lyon Part-Dieu, Chambéry.
- La liaison TGV Paris-Grenoble dessert la gare et l'aéroport international de Lyon Saint-Exupéry.

#### Réseau régional

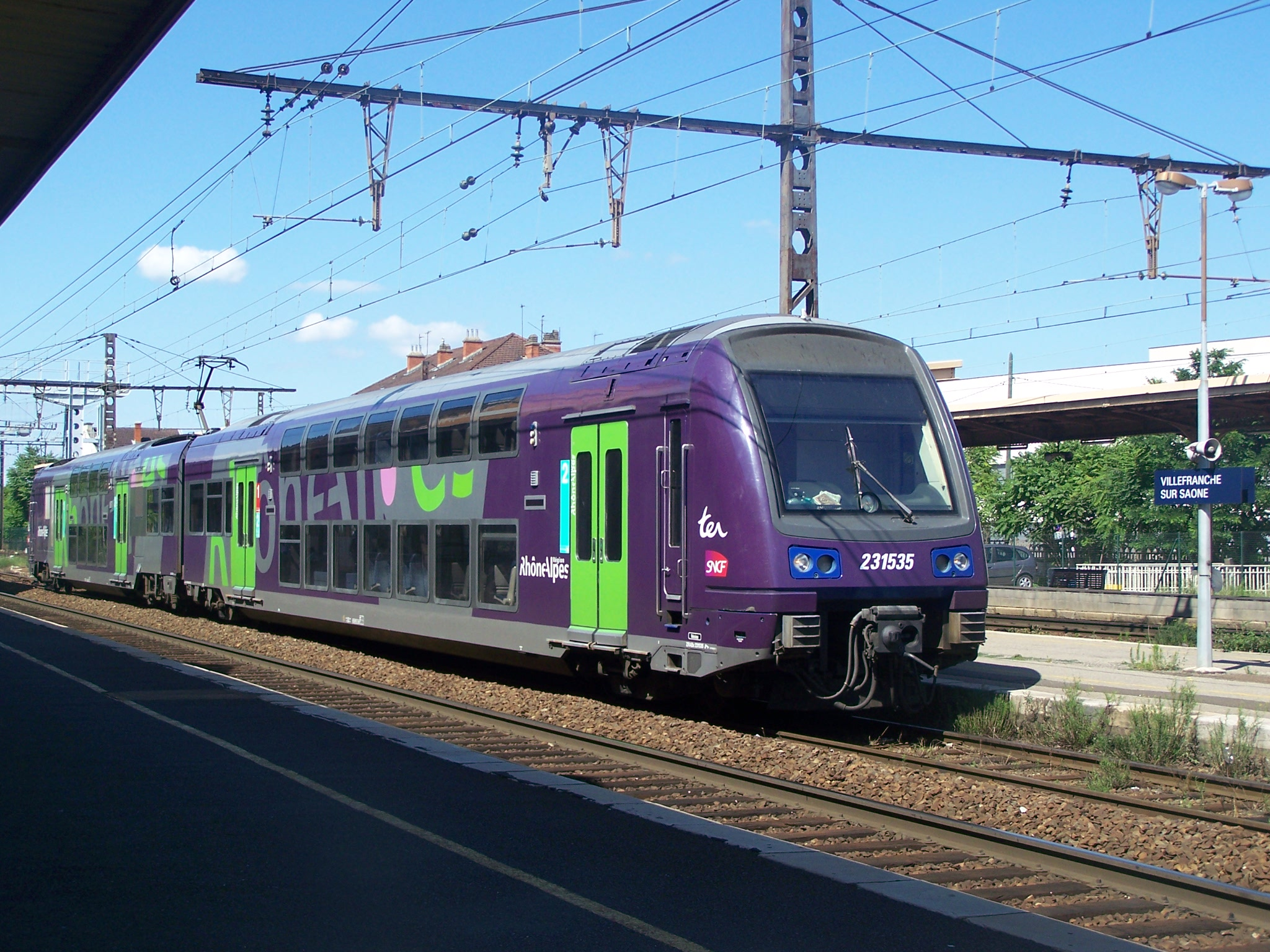
Un TER Rhône-Alpes en gare de Villefranche-sur-Saône.

Sur le plan des Trains Express Régionaux, les TER Rhône-Alpes desservent l'un des réseaux le plus dense de France. Rhône-Alpes consacrait une part très importante de son budget aux transports ferroviaires régionaux. C'est la seule région de France où la part du budget ferroviaire était plus importante que celui des routes. La région a notamment investi dans l'exploitation, la rénovation du matériel roulant et les infrastructures.
- La ligne ferroviaire Lyon - Saint-Étienne, est une des lignes régionales de province en France les plus fréquentées. La liaison Mâcon-Lyon est également très fréquentée.
- La ligne dite du Sillon Alpin est une ligne à forte fréquentation reliant Valence-Ville, Valence TGV, Grenoble, Grenoble-Universités-Gières, Chambéry, Aix-les-Bains, Annecy et Genève. La région Rhône-Alpes a engagé de 2007 à 2009 d'importants travaux de modernisation de l'axe dit du Sillon alpin sud entre Romans et Moirans (ligne Valence - Moirans) ainsi que Gières - Montmélian (ligne Grenoble - Montmélian) avec remise à double voie de la section de ligne Romans - Moirans. Les travaux d'électrification intégrale ont été réalisés de 2011 à 2013 sur Valence - Grenoble - Montmélian. À Valence TGV, une bretelle de raccordement direct de la ligne classique à la ligne TGV a été mise en service en 2013. C'est le plus gros chantier réalisé ces dernières années sur une ligne ferroviaire classique en France.
- Ponctuellement la gare de Bourg-Saint-Maurice devient l'une des gares les plus fréquentées de Rhône-Alpes. Pendant les weekends des vacances d'hiver, des TGV venant de Paris, Londres ou de Bruxelles desservent la gare.
- Un projet de cadencement est devenu réalité à Grenoble. Il a consisté à densifier le réseau ferré, afin d'y faire circuler des trains de banlieue avec des rames à deux niveaux (Z 24500), toutes les 20 minutes du lundi au vendredi, entre Rives et Grenoble-Universités-Gières (2 000 voyageurs par jour en 2008) via Voiron - Moirans - Voreppe - Grenoble et Échirolles (1 600 voyageurs par jour en 2008).
- Un projet de RER baptisé Réseau express de l'aire urbaine lyonnaise (REAL) est à l'étude[10], ce qui en ferait le premier RER hors de Paris en France.

#### Lignes touristiques
Enfin, des lignes ferroviaires touristiques circulent au cœur de paysages à intérêt particulier :
- La belle ligne des Alpes de la SNCF Grenoble - Clelles - Veynes - Dévoluy - Gap (avec correspondances à Veynes - Dévoluy pour Sisteron, Aix-en-Provence et Marseille).
- La ligne franco-suisse SNCF (ligne Saint-Gervais - Vallorcine) - TPC (Chemin de fer Martigny–Châtelard) Saint-Gervais - Chamonix - Vallorcine - Martigny
- le chemin de fer du Vivarais, en Ardèche.
- le chemin de fer de la Mure, au sud de Grenoble.
- le chemin de fer du Montenvers, près de Chamonix, dans le massif du Mont-Blanc.
- le tramway du Mont-Blanc, au Fayet près de Saint-Gervais-les-Bains, dans le massif du Mont-Blanc.

### Routier

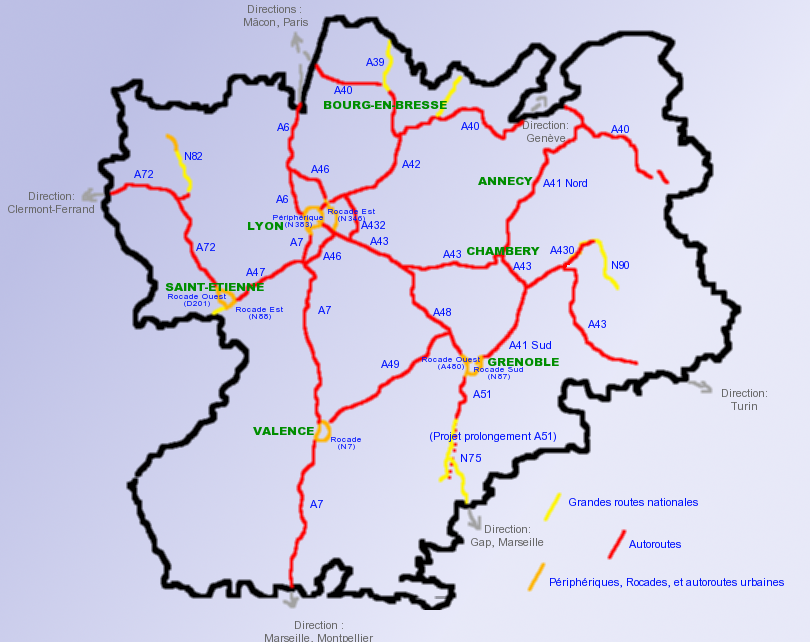
Réseau autoroutier dans la région.

Le réseau autoroutier de la région Rhône-Alpes, carrefour européen, est le deuxième plus dense de province après celui de la région Nord-Pas-de-Calais.
C'est aussi un des seuls en France à ne pas suivre le schéma disposé en « araignée » (axes centrés sur la capitale régionale et pas de communications entre les villes secondaires) mais à assurer un véritable quadrillage de la région Rhône-alpes, à l'exception de la Drôme et de l'Ardèche, desservies uniquement par la vallée du Rhône. Il est connecté à deux réseaux étrangers, à savoir l'Italie et la Suisse.
Lyon, Grenoble, Saint-Étienne, Valence, Bourg-en-Bresse, Chambéry et Annecy sont reliées par un important réseau d'autoroutes.
Lyon, Grenoble, Saint-Étienne, Valence et Bourg-en-Bresse sont entourées par des périphériques (partiels ou entiers).
Grâce aux profondes vallées de Rhône-Alpes (vallée du Rhône, Grésivaudan et combe de Savoie notamment), les tunnels autoroutiers sont plutôt rares pour cette région montagneuse. On en dénombre toutefois plusieurs autour de Lyon (tunnel de Fourvière par exemple), autour de Chambéry (tunnel du Chat), autour de Grenoble (tunnel du Sinard) et sur l'autoroute A40 (tunnels de Chamoise, de Saint-Germain et de Châtillon dans l'Ain, tunnel du Vuache en Haute-Savoie).

### Transports en commun

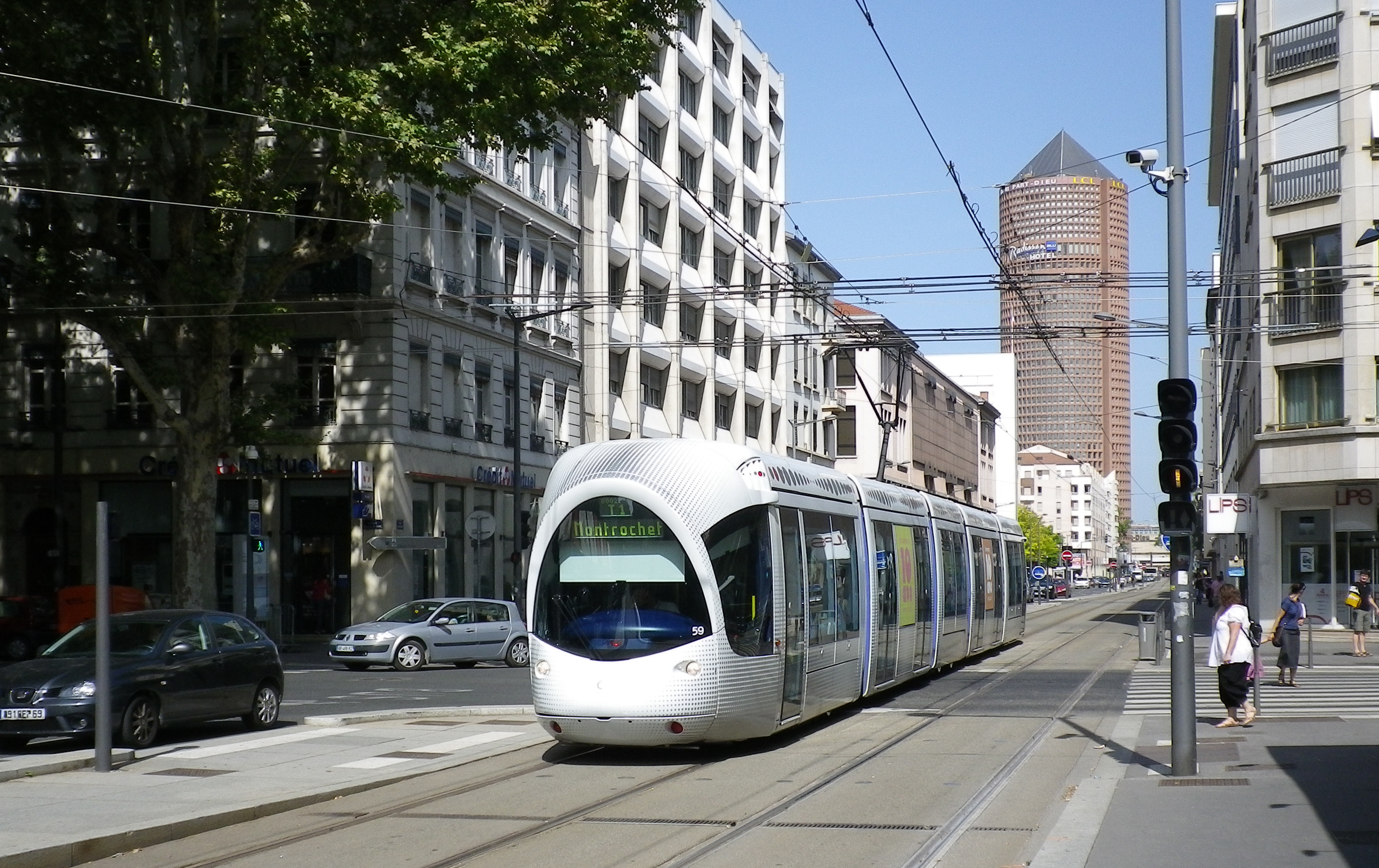
Un tramway à Lyon.

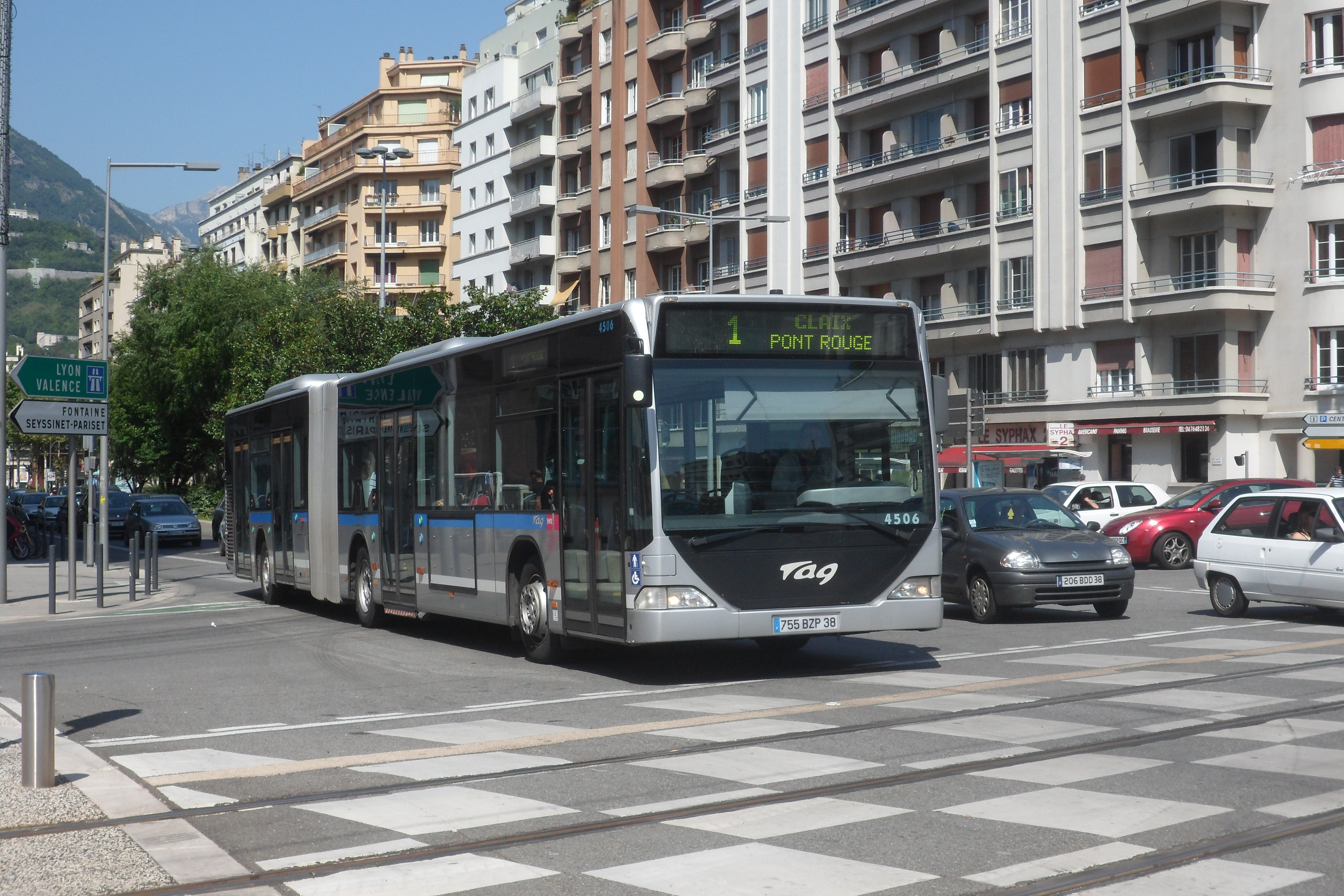
Un bus TAG à Grenoble.

Les trois plus grandes villes de Rhône-Alpes (Lyon, Grenoble et Saint-Étienne) sont équipées en tramway et disposent d'un réseau de bus important (TCL pour Lyon, TAG pour Grenoble et STAS pour Saint-Étienne). Lyon, la capitale régionale, bénéficie de surcroît de quatre lignes de métro.
Lyon et Saint-Étienne ont conservé leurs lignes de trolleybus. Ce sont les seules villes en France avec Limoges). Par ailleurs Saint-Étienne est la seule ville de la région et l'une des rares villes françaises) à avoir, depuis le XIXe siècle, conservé son tramway mis en service en 1881.
De nombreuses villes ont également leurs réseaux de bus (Valence : Citéa, Chambéry : Synchro Bus, Annecy : SIBRA, Vienne : L'va, Aix-les-Bains : Ondéa, Villefranche-sur-Saône : Libellule, Roanne : STAR, Bourg-en-Bresse : Rubis, Bourgoin-Jallieu : RUBAN, Voiron : TPV, Valserhône : Mobi'Vals, Oyonnax : Duobus, Ambérieu-en-Bugey : TAM, Chamonix-Mont-Blanc : Chamonix Bus, etc.). Il y a également des réseaux de cars départementaux et interdépartementaux.
La carte OùRA! est une carte à puce qui permet de voyager dans les trains du réseau TER Rhône-Alpes, en chargeant ses titres de transports, mais aussi de combiner ses déplacements avec d'autres modes de transport comme les réseaux de transport en commun de Saint-Étienne (STAS), Valence (Citéa), Grenoble (TAG) ou Lyon (TCL), ou encore de louer un vélo en libre service.
En hiver, des lignes supplémentaires ouvrent pour relier les vallées aux stations de ski. C'est par exemple le cas depuis Grenoble pour Chamrousse et l’Alpe d'Huez.
Enfin, l'aéroport de Lyon Saint-Exupéry est accessible en navette régulière depuis les grandes villes environnantes, à savoir Bourg-en-Bresse, Saint-Étienne, Grenoble et Annecy via Chambéry. La ville de Lyon, quant à elle, dispose d'une liaison tramway exploitée par le Rhônexpress. Il y a également des liaisons entre l'aéroport de Grenoble-Alpes-Isère et Grenoble ainsi qu'entre l'aéroport de Saint-Étienne-Loire et Saint-Étienne.
Le réseau ferré est connecté à deux réseaux étrangers, à savoir l'Italie, par le tunnel ferroviaire du Fréjus et la Suisse par deux lignes reliées à Genève et une ligne reliée au Valais.
La région Rhône-Alpes est en profonde mutation en ce qui concerne son réseau ferroviaire et de nombreux projets sont en cours de développement ; à savoir le Réseau express de l'aire métropolitaine lyonnaise, le Projet ferroviaire de l'ouest lyonnais, le Tram-train de l'Ouest lyonnais. La région est aujourd'hui soucieuse d'unifier les départements dans le domaine des transports comme on peut le remarquer depuis la création de Multitud'.

### Aérien
Rhône-Alpes compte plusieurs aéroports dont de nombreuses lignes régulières et des vols saisonniers pour le ski.
Le plus grand aéroport de la région est celui de Lyon Saint-Exupéry. Il est situé au cœur de la région, si bien que les principales villes régionales se trouvent à moins de 100 km de l'aéroport.
Les deux principaux autres aéroports sont ceux de Grenoble et Chambéry. Ils sont gérés par la même société qui les exploite grâce à l'or blanc.
- Lyon Saint-Exupéry : c'est l'aéroport de Rhône-Alpes qui compte le plus grand nombre de destinations (internationales) et qui accueille le plus grand nombre de passagers[15].
- Grenoble-Isère et Chambéry-Savoie : il s'agit principalement de compagnies à bas prix. Le trafic est plus soutenu en hiver en raison de l'affluence des touristes vers les stations de ski, notamment en provenance du Royaume-Uni. L'aéroport de Grenoble-Isère est devenu comme Lyon, un aéroport international.
- Aéroport de Saint-Étienne-Loire : à la suite de l'arrêt de la ligne Saint-Étienne-Paris, l'aéroport n'accueille plus que deux lignes régulières à bas prix (Saint-Étienne-Porto, Saint-Étienne-Istanbul).
- Aéroport d'Annecy Haute-Savoie Mont-Blanc : dessert uniquement Paris Orly. 4 vols aller/retour par jour vers Paris-Orly ouest en semaine, 1 vol par jour le weekend.
- Le secteur français de l'aéroport international de Genève-Cointrin accessible depuis Ferney-Voltaire qui permet de desservir depuis la France toutes les destinations de l'aéroport de Genève[16].

## Économie
L'économie rhônalpine est une des plus dynamiques de France, dans de nombreux domaines. En 2012, une étude de l'APEC (Agence Pour l'Emploi des Cadres) place la région Rhône-Alpes (et, en particulier, son chef-lieu Lyon) comme la région la plus demandée chez les jeunes cadres et les jeunes diplômés,. La région est aussi un des Quatre moteurs pour l'Europe.
- L'agglomération lyonnaise (Lyon) héberge le Groupe APICIL, les Instituts Mérieux et Pasteur, les usines Iveco Bus, Descours & Cabaud, le siège de Renault Trucks, la pétrochimie, les canuts et accueille les sièges sociaux de LCL et de l'April Group ainsi que d'Euronews, EA France, etc.
- L'agglomération grenobloise (Grenoble) héberge le Synchrotron européen, l'Institut franco-allemand Laue-Langevin, le Laboratoire européen de biologie moléculaire, l'Institut de radioastronomie millimétrique, le Laboratoire d'électronique et de technologie de l'information, Grenoble-Institut des neurosciences, l'Inria Rhône-Alpes, le centre européen Minatec, Clinatec, Inovallée, Atos Worldgrid, les usines Caterpillar, Hewlett-Packard, Air liquide, STMicroelectronics, Schneider Electric, Ciments Vicat, etc.
- L'agglomération stéphanoise (Saint-Étienne) héberge la cité du design, le Pôle optique et vision, le Centre européen des biens d’équipement industrie, le groupe Casino, SNF, Haulotte, Focal Jmlab, Thales Angénieux, Weiss, Thuasne, etc.
- L'agglomération valentinoise (Valence) héberge le siège de la marque Crouzet (aéronautique, automatisme, électronique, micro mécanique, défense) ; des usines du groupe Thales (groupe d'électronique spécialisé dans l'aérospatial, la défense et les technologies de l'information et compte 720 employés sur le site valentinois) ; des usines de la marque Scapa (équipements sportifs) ; des usines de la société Agrana Fruit (fabrication de boissons et mise en conserve de fruits) ; Valence héberge le siège de la société de production Folimage (production de films d'animation) ; mais aussi des usines de métallurgie, de mécanique de précision et d'agroalimentaire (comme les usines des Cafés Pivard et des brioches Pasquier).
- Chambéry héberge l'usine Vétrotex (fibre de verre).
- Aix-les-Bains héberge le siège des entreprises Léon Grosse[19] et Aixam[20] ; 4e station thermale française[21].
- Annecy héberge des usines de mécanique de précision, appliquée aux industries automobile, aéronautique, nucléaire et biomédicale.
- Bourg-en-Bresse héberge un grand centre métallurgique (Mittal Steel Company, Nexans) et l'usine Renault Trucks.
- Annonay héberge une importante usine Irisbus.
- Oyonnax se considère comme la capitale mondiale du plastique.
- Cluses se considère comme la capitale mondiale du décolletage (BAUD industrie).
- Montélimar est la capitale mondiale du nougat.
- Villefranche-sur-Saône accueille le siège social de l'entreprise Blédina.

## Culture
- Lyon : Maison de la Danse, Opéra de Lyon, Théâtre national populaire, Théâtre des Célestins, Musée des Beaux-Arts de Lyon, Musée de la Résistance, etc.
- Grenoble : MC2, Théâtre municipal de Grenoble, Musée de Grenoble, Musée dauphinois, Musée archéologique Grenoble Saint-Laurent, Centre national d'art contemporain, Musée Stendhal, etc.
- Saint-Étienne : Opéra de Saint-Étienne, Musée de la mine, Musée d'art moderne et Musée d'art et d'industrie, patrimoine le Corbusier de Firminy, etc.
- Valence : Musée d'Art et d'Archéologie de Valence, Maison des Têtes de Valence, cathédrale Saint-Apollinaire, Kiosque Peynet, Le Train Théâtre (Portes-lès-Valence), etc.
- Bourg-en-Bresse : Église Saint-Nicolas-de-Tolentin de Brou, Théâtre de Bourg-en-Bresse, Musée, Hôtel Marron de Meillonnas, etc.
- Vienne : Théâtre romain, musées, etc.

### Langues
Le français est la langue majoritaire de la population.
Historiquement, deux langues étaient parlées sur le territoire de l'ancienne région : 
- Le francoprovençal (ou arpitan)[22], dans le nord de la région.
- L'occitan (dans sa variété vivaro-alpine surtout), dans la Drôme et l'Ardèche ainsi que dans des franges de l'est et du sud de la Loire et du sud de l'Isère[23].

Le francoprovençal et l'occitan sont reconnus institutionnellement comme langues de la région, à la suite de l'assemblée plénière du Conseil régional des 8 et 9 juillet 2009. Le texte a été voté par le PCF, le PRG, Les Verts, le MoDem et le PSEA (Groupe Socialiste, Écologiste et apparentés). Le PGA et le FN ont voté contre. Le Centre et l'UMP se sont abstenus. La délibération relative aux langues régionales prévoit de développer ces langues dans la région, à travers les médias, le tourisme et l'enseignement notamment.
Ces deux langues sont considérées par l'Unesco comme « sérieusement en danger » d'extinction . En effet, l’étude FORA (Francoprovençal et occitan en Rhône-Alpes) de juillet 2009, pilotée par l’Institut Pierre Gardette de l’Université catholique de Lyon, commandée par la région Rhône-Alpes confirme un très fort déclin de l'usage de ces langues, notamment chez les jeunes. Selon les résultats de cette enquête, 30 % des plus de 80 ans déclaraient parler une langue régionale contre 2 % des moins de 30 ans. Comme pour de nombreuses langues régionales, il existe surtout des locuteurs passifs, qui comprennent la langue sans la parler. Ainsi, 60,9 % des plus de 80 ans interrogés la comprendraient contre 4 % des moins de trente ans.

## Sport
Les plus grands clubs de football de la région sont : 
- Ligue 1 : Olympique lyonnais, ASSE.

Ligue 2 Évian Thonon Gaillard FC
En rugby, la région compte de nombreux clubs de haut-niveau :
- Top 14 : US Oyonnax, Lyon OU ;
- Pro D2 : CS Bourgoin-Jallieu,

Le basketball n'est pas non plus en reste :
- Pro A : l'ASVEL, Roanne et Bourg-en-Bresse ;
- Pro B : Aix-les-Bains.

Autres sports : Chambéry en handball, Grenoble, Chamonix, Lyon et Morzine en hockey.
La ligue Rhône-Alpes d'aviron compte également une équipe de haut vol ayant encore une fois démontré de sa supériorité à la Coupe de France lors de la saison 2011/2012 où elle remporte sept titres sur douze disponibles.
La pratique du canoë-kayak est très importante dans cette région grâce à la multitude des lieux de pratique (descente de l'Ardèche, de l'Isère, etc.)
Sports d'hiver : la région Rhône-Alpes est une des premières régions mondiales pour son domaine skiable, notamment dans la vallée de la Tarentaise et secondairement dans les massifs du Giffre, du Chablais, des Aravis et des Grandes Rousses.
Son territoire actuel a notamment accueilli les trois éditions françaises des Jeux olympiques d'hiver :
- à Chamonix en 1924 ;
- à Grenoble en 1968 ;
- à Albertville en 1992.

La région était également candidate pour accueillir les Jeux olympiques d'hiver de 2018 à Annecy, mais la candidature a été éliminée en phase finale de vote.

## Tourisme

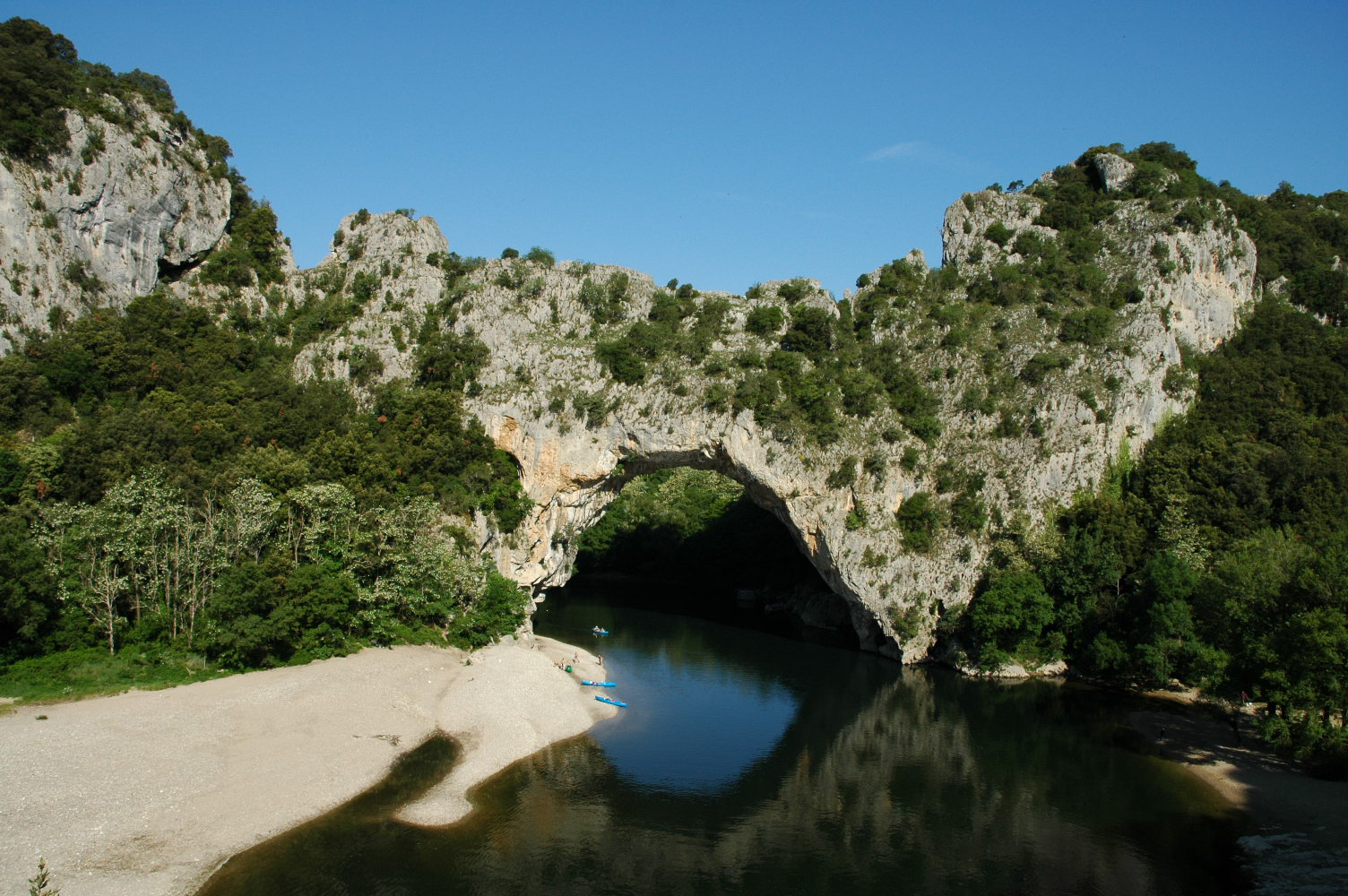
Le Pont d'Arc, porte d'entrée naturelle des gorges de l'Ardèche.

Située entre Paris et la Côte d’Azur, aux frontières de la Suisse et de l’Italie, Rhône-Alpes se trouve au carrefour de l’Europe, avec ses deux aéroports internationaux, Lyon et Grenoble, une desserte par train réputée dense et un vaste réseau autoroutier.
La région Rhône-Alpes abrite 8 parcs naturels:
2 Parcs Nationaux (Le Parc national de la Vanoise et Le Parc national des Écrins)
6 Parcs Naturels Régionaux (Le Parc naturel régional du Vercors, Le Parc naturel régional du Pilat, Le Parc naturel régional de Chartreuse, Le Parc naturel régional du Haut-Jura, Le Parc naturel régional du massif des Bauges, Le Parc naturel régional des Monts d'Ardèche)
Certains sites uniques tels que le Mont Blanc et les gorges de l'Ardèche, sont des atouts pour la région Rhône-Alpes, qui offre des paysages très divers : hautes montagnes, vignobles et douces vallées, champs de lavande et d’oliviers, vastes plaines fluviales.
En Rhône-Alpes, l’eau est présente sous toutes ses formes : neige et glaciers, fleuves, rivières et lacs. Rhône-Alpes possède trois des cinq plus grands lacs de France (lac Léman, lac du Bourget et lac d'Annecy).
Tous les sports en plein air sont accessibles : la randonnée, le VTT, le parapente, le canoë, etc. Rhône-Alpes, seconde région golfique française avec plus de 60 parcours, possède également les plus grands domaines skiables du monde (Les Portes du Soleil, Les Trois Vallées, Paradiski, ou encore l'Espace Killy et a accueilli trois fois les Jeux olympiques d’hiver.
Plusieurs villes présentent un fort intérêt architectural :
Lyon (classée au patrimoine mondial de l’UNESCO), Valence, Grenoble, Chambéry, Annecy, Aix-les-Bains, Saint-Étienne et Vienne.

## Jumelage et coopération décentralisée
Les régions de Tombouctou (au Mali) et Rhône-Alpes sont unies par une convention de coopération qui remonte à 1986. Une convention triennale de renouvellement a été signée par Jean-Jack Queyranne, président du conseil régional de Rhône-Alpes et Mohamed Ibrahim, président de l’assemblée régionale de Tombouctou en octobre 2009. La coopération porte notamment sur une aide au processus de décentralisation au Mali, sur des actions en faveur de l'accès à l'eau et le développement de l'agriculture.
La région des Hauts-Bassins (au Burkina Faso voisin) est également unie à la région Rhône-Alpes par un accord de coopération similaire.